# 京都市立日彰小学校
京都市立日彰小学校（きょうとしりつ にっしょうしょうがっこう）は、現在の京都府京都市中京区和久屋町にあった公立小学校。学制創設以前の1869年に開校したいわゆる番組小学校のひとつである。1993年に他校と統合されて、現在跡地は京都市立高倉小学校に継承されている。

## 概要
本校は、1869年（明治2年）に、下京の28町を学区とする下京第四番組小学校として、京都で、すなわち全国で4番目の小学校として開校した。
日彰とは、1876年（明治9年）に槇村正直知事が、中庸の「君子之道　闇然而日章」（君子の道、闇然として日に章か）から取られた。君子は、一見闇然と暗くて目立たなく見えても、内側から太陽のように明るい輝きが現れるという意味である。シンボルの意味がある章を改めて、類義の明らかに現れる意味を示す彰を用いている。学校のシンボルである校章を同時期に制定しているから章の文字を避けたのか、国旗の日章旗との重複を避けたのか、槇村の命名理由は定かではないが、学習施設としてよりも、学習者集団としての学校の意味として、彰がふさわしい。
1904年（明治37年）に、資金の3/4以上を寄付金や各町の積立金から集めて、総檜造の新校舎を建築した。関係者は、京都・大阪の最新の学校建築や設備を調査して「粋を抜き、精を萃（あつ）め」た。社寺や別荘を除き、新校舎は京都における日本建築の粋を尽くした。この栄誉に対して、内閣賞勲局より校舎建築費を寄付した学区民に対して賞状と三つ重ね金杯一組が下賜された。各大学・専門学校の建築学科の教員・学生の見学、文部大臣をはじめとする教育関係者や、米国のジョージ・ラッドエール大学名誉教授、スウェーデンのスウィン・ヘディン博士、米国のジョン・デューイ博士、シャム（現 タイ）のダンニ王子とハシッパン王女などと、内外の著名人の来校が続いた。
この校舎は、次なる新校舎建築中の1938年（昭和13年）に焼失した。鉄筋コンクリート造の校舎の建設時にも、関係者は、京都市内、阪神間、東京の先進的な小学校の視察を行った。地上3階地下1階の先進的な校舎が竣工した。
1943年（昭和18年）には、初音国民学校が尋常科を廃止したので、初音学区の御池通より南の12町から本校に児童を受け入れた。
以上のように地域住民による寄付で小学校の敷地や校舎が維持されてきたことは、京都市内はもとより、全国各地で一般的なことではある。ただ、地域住民の手で先進的な校舎を造り、優れた教育を行ってきた歴史的な事実を誇りとして、「かがやく学史に」と1956年（昭和31年）制定の校歌にも歌われているように、戦後以降の教育でも積極的にこの経緯が児童に伝承されてきたことは、本校の特徴であった。
なお、京都の番組小学校の系譜を引く小学校では一般的であるが、日彰という名称は、小学校とともに、28町で構成された元学区を指している。よって、小学校を区別する略称は、日彰校と呼ぶ。

## 跡地利用
本校の跡地は、本能、明倫、日彰、生祥、立誠の5校が統合されて、京都市立高倉小学校になった。

## 沿革
- 1869年（明治2年）6月20日　下京第四番組小学校として三条通東洞院梅忠町に開校
- 1872年（明治5年）5月3日　下京第四区小学校に改称
- 1872年（明治5年）9月　高倉通六角下ル和久屋町に新校舎を建設　通称として階松小学校と称す
- 1876年（明治9年）1月　通称として日彰小学校と称す
- 1876年（明治9年）3月　校章を制定し、幕旗、提灯などに用いる
- 1890年（明治23年）8月9日　校地に日彰幼稚園開園
- 1892年（明治25年）6月3日　京都市日彰尋常小学校に改称
- 1904年（明治37年）11月3日　隣接地を買収して校地を増し総檜造の新校舎が竣工　講堂二階建、玄関平屋建、北校舎二階建、東校舎二階建
- 1906年（明治39年）6月26日　内閣賞勲局より校舎建築費を寄付した学区民に対して賞状と三つ重ね金杯一組が下賜された
- 1907年（明治40年）2月15日　米国の心理学者ジョージ・ラッドイエール大学名誉教授来校
- 1908年（明治41年）11月30日　スウェーデンの地理学者・探検家スウェン・ヘディン博士来校
- 1919年（大正8年）4月23日　米国の教育学者ジョン・デューイ博士来校
- 1920年（大正9年）この年より1泊2日の伊勢への宿泊の修学旅行が始まる
- 1926年（大正15年）11月10日　シャム（現 タイ）ダンニ王子、ハシッパン王女来校
- 1938年（昭和13年）2月26日　校舎焼失
- 1938年（昭和13年）7月25日　隣接地を買収して校地を増し鉄筋コンクリート造地上三階地下一階建校舎竣工
- 1941年（昭和16年）4月1日　京都市日彰国民学校に改称
- 1943年（昭和18年）3月26日　初音国民学校が尋常科を廃止して高等小学校単独となったために、初音学区の御池通以南の12町から児童を受け入れる
- 1945年（昭和20年）3月2日～10月17日　京都府何鹿郡以久田村（現 綾部市）の浄泉寺、高台寺、瑠璃寺に3年生以上が学童集団疎開して、以久田国民学校に通う
- 1947年（昭和22年）4月1日　京都市立日彰小学校と改称
- 1956年（昭和31年）6月20日　教員の共同制作によって校歌制定
- 1956年（昭和31年）7月18日　校地に隣接する御射山児童公園の一部に中京プール完成
- 1965年（昭和40年）7月1日　講堂・給食室等の校舎改築竣工
- 1969年（昭和44年）11月30日　日彰幼稚園改築竣工
- 1993年（平成5年）3月31日　京都市立日彰小学校閉校、日彰幼稚園閉園

## 校章
日が彰かになり、四方に拡がることを示した図案である。

## 学区内の著名な施設と人物
- 頂法寺（通称 六角堂）　烏丸通六角東入ル堂之前町にある寺院。
- 錦市場　高倉通錦小路から東に続く京の台所として有名である。近年は国内外の観光客で賑わっている。
- 伊藤若冲　錦市場西端の高倉通錦小路に位置する中魚屋町の青物問屋に生まれ育った江戸期の画家。錦市場西端のアーケードの入り口には、伊藤若冲の絵画のタペストリーが飾られている。
- 京都文化博物館　高倉通三条角の菱屋町に重要文化財の旧日本銀行京都支店の建物を利用した別館、その北側の東片町に地上7階地下1階の本館がある。
- 中京郵便局　三条通東洞院角の菱屋町にある、明治の赤レンガ造の外観を保存した建物の郵便局で、京都市登録有形文化財に登録されている。
- 日本生命京都三条ビル　三条通柳馬場角の桝屋町にある、大正期の石造の外観の建物で、京都市登録有形文化財に登録されている。
- 三条通　京都における明治の文明開化の中心となった通りである。1965年まで祇園祭の後祭は三条通を巡行していた。
- 京都市道路元標　三条通烏丸角の梅忠町に旧道路法により、大正時代に設置された京都市の道路元標がある。
- 京都市中央青少年活動センター　東洞院通六角下ルの御射山町に、1960年に中京青年の家として開設された。1994年4月には、地上4階地下1階の建物の3階フロアに移った。
- 京都市男女共同参画センター　東洞院通六角下ルの御射山町の中京区役所と中京青年の家の跡地に、1994年4月に開設された。地上4階地下1階の建物の3階を除くフロアを有している。